# Englische Cricket-Nationalmannschaft in Pakistan in der Saison 2000/01
Die Tour der englischen Cricket-Nationalmannschaft nach Pakistan in der Saison 2000/01 fand vom 20. Oktober bis zum 7. Dezember 2000 statt. Die internationale Cricket-Tour war Teil der internationalen Cricket-Saison 2000/01 und umfasste drei Test Matches und drei ODIs. England gewann die Testserie 1-0, während Pakistan die ODI-Serie 2-1 gewann.

## Vorgeschichte
Beide Mannschaften spielte zuvor beim ICC KnockOut 2000, wobei England im Viertel- und Pakistan im Halbfinale ausschied.
Das letzte Aufeinandertreffen der beiden Mannschaften bei einer Tour fand in der Saison 1996 in England statt. Es war das erste Mal seit der Saison 1987/88, dass England eine Tour in Pakistan absolvierte. Ursprünglich sollte das dritte ODI in Peshawar ausgetragen werden, was England aber aus Sicherheitsgründen ablehnte.

## Stadien
Für die Tour wurden folgende Stadien als Austragungsorte vorgesehen.
| Stadion                    | Stadt      | Kapazität | Spiele          |
| -------------------------- | ---------- | --------- | --------------- |
| Iqbal Stadium              | Faisalabad | 18.000    | 2. Test         |
| National Stadium           | Karachi    | 34.228    | 1. ODI; 3. Test |
| Gaddafi Stadium            | Lahore     | 60.000    | 2. ODI; 1. Test |
| Rawalpindi Cricket Stadium | Rawalpindi | 25.000    | 3. ODI          |

## Kader
Pakistan benannte seinen ODI-Kader am 19. Oktober und seinen Test-Kader am 13. November 2000.
| Test | Test | ODI | ODI |
| Pakistan | England | Pakistan | England |
| --- | --- | --- | --- |
| - Moin Khan (K & wk) - Abdul Razzaq - Arshad Khan - Danish Kaneria - Imran Nazir - Inzamam-ul-Haq - Mohammad Yousuf - Mushtaq Ahmed - Qaiser Abbas - Saeed Anwar - Saleem Elahi - Shahid Afridi - Saqlain Mushtaq - Waqar Younis - Wasim Akram - Yousuf Youhana | - Nasser Hussain (K) - Mike Atherton - Andy Caddick - Ashley Giles - Darren Gough - Graeme Hick - Ian Salisbury - Alec Stewart (wk) - Graham Thorpe - Marcus Trescothick - Craig White | - Moin Khan (K & wk) - Abdul Razzaq - Azhar Mahmood - Imran Nazir - Inzamam-ul-Haq - Mohammad Yousuf - Mushtaq Ahmed - Saeed Anwar - Saleem Elahi - Saqlain Mushtaq - Shahid Afridi - Waqar Younis - Wasim Akram - Yousuf Youhana | - Nasser Hussain (K) - Andy Caddick - Mark Ealham - Andrew Flintoff - Ashley Giles - Darren Gough - Graeme Hick - Alec Stewart (wk) - Graham Thorpe - Marcus Trescothick - Craig White |

## Tour Matches
| 20. Oktober Scorecard | Karachi | England XI 323-7 (50)          | – | Sind Governor’s XI 242 (46.4) |
|                       |         | England XI gewinnt mit 81 Runs |   |                               |

| 22. Oktober Scorecard | Karachi | Pakistan A 169-7 (50)             | – | England XI 170-0 (29.4) |
|                       |         | England XI gewinnt mit 10 Wickets |   |                         |

| 1. – 4. November Scorecard | Rawalpindi | Pakistan Cricket Board Patron’s XI 237 (102.1) & 169 (65.3) | – | England XI 433 (120.5) |
|                            |            | England XI gewinnt mit einem Innings und 27 Runs            |   |                        |

| 8. – 11. November Scorecard | Peshawar | North West Frontier Province Governor’s XI 224 (72.5) & 170 (60.5) | – | England XI 315 (107.5) & 80-2 (17.2) |
|                             |          | England XI gewinnt mit 8 Wickets                                   |   |                                      |

In dem Spiel kam es zu Auseinandersetzungen zwischen dem Engländer Andy Caddick und dem Referee Sajjad Asghar aus Pakistan. Zeitungen berichteten, dass es zu Beleidigungen gekommen wäre, jedoch verneinte Caddick dies und der Referee legte keinen Bericht ab, womit eine Disziplinarstrafe unterblieb.
| 23. – 25. November Scorecard | Lahore | Pakistan Cricket Board XI 117 (42.3) & 71-6 (29) | – | England XI 237-7d (61.4) |
|                              |        | Remis                                            |   |                          |

## One-Day Internationals

### Erstes ODI in Karachi
| 24. Oktober Scorecard | Karachi | Pakistan 304-9 (50)           | – | England 306-5 (47.2) |
|                       |         | England gewinnt mit 5 Wickets |   |                      |

### Zweites ODI in Lahore
| 27. Oktober Scorecard | Lahore | England 211-9 (50)             | – | Pakistan 214-2 (44.2) |
|                       |        | Pakistan gewinnt mit 8 Wickets |   |                       |

### Drittes ODI in Rawalpindi
| 30. Oktober Scorecard | Rawalpindi | England 158 (42.4)             | – | Pakistan 161-4 (43.3) |
|                       |            | Pakistan gewinnt mit 6 Wickets |   |                       |

## Test Matches

### Erster Test in Lahore
| 15. – 19. November Scorecard | Lahore | England 480-8d (196) & 77-4d (32.1) | – | Pakistan 401 (163.3) |
|                              |        | Remis                               |   |                      |

### Zweiter Test in Faisalabad
| 29. November – 3. Dezember Scorecard | Faisalabad | Pakistan 316 (108.1) & 269-3d (80.2) | – | England 342 (136.4) & 125-5 (57) |
|                                      |            | Remis                                |   |                                  |

### Dritter Test in Karachi
| 7. – 11. Dezember Scorecard | Karachi | Pakistan 405 (139.4) & 158 (70) | – | England 388 (179.1) & 176-4 (41.3) |
|                             |         | England gewinnt mit 6 Wickets   |   |                                    |

## Statistiken
Die folgenden Cricketstatistiken wurden bei dieser Tour erzielt.
| Tests           | Tests      | Tests   | Tests   | Tests   | Tests   | Tests   | Tests   | Tests   |
| Batting         | Batting    | Batting | Batting | Batting | Batting | Batting | Batting | Batting |
| Spieler         | Mannschaft | Spiele  | Innings | Runs    | Average | HS      | 100s    | 50s     |
| --------------- | ---------- | ------- | ------- | ------- | ------- | ------- | ------- | ------- |
| Yousuf Youhana  | Pakistan   | 3       | 4       | 342     | 85,50   | 124     | 2       | 1       |
| Mike Atherton   | England    | 3       | 6       | 341     | 68,20   | 125     | 1       | 2       |
| Inzamam-ul-Haq  | Pakistan   | 3       | 5       | 303     | 60,60   | 142     | 1       | 2       |
| Graham Thorpe   | England    | 3       | 6       | 284     | 56,80   | 118     | 1       | 2       |
| Saleem Elahi    | Pakistan   | 3       | 5       | 222     | 44,40   | 72      | 0       | 1       |
| Bowling         |            |         |         |         |         |         |         |         |
| Spieler         | Mannschaft | Spiele  | Overs   | Wickets | Average | BBI     | 5W      | 10W     |
| Saqlain Mushtaq | Pakistan   | 3       | 203.2   | 18      | 23,94   | 8/164   | 1       | 0       |
| Ashley Giles    | England    | 3       | 182     | 17      | 24,11   | 5/75    | 1       | 0       |
| Darren Gough    | England    | 3       | 91.1    | 10      | 26,80   | 3/30    | 0       | 0       |
| Craig White     | England    | 3       | 102.3   | 9       | 30,44   | 4/54    | 0       | 0       |
| Waqar Younis    | Pakistan   | 1       | 42      | 5       | 23,00   | 4/88    | 0       | 0       |

| ODIs               | ODIs       | ODIs    | ODIs    | ODIs    | ODIs    | ODIs    | ODIs    | ODIs    |
| Batting            | Batting    | Batting | Batting | Batting | Batting | Batting | Batting | Batting |
| Spieler            | Mannschaft | Spiele  | Innings | Runs    | Average | HS      | 100s    | 50s     |
| ------------------ | ---------- | ------- | ------- | ------- | ------- | ------- | ------- | ------- |
| Inzamam-ul-Haq     | Pakistan   | 3       | 2       | 131     | 131,00  | 71      | 0       | 2       |
| Nasser Hussain     | England    | 3       | 3       | 128     | 42,66   | 73      | 0       | 2       |
| Graham Thorpe      | England    | 3       | 3       | 123     | 61,50   | 64*     | 0       | 1       |
| Marcus Trescothick | England    | 3       | 3       | 112     | 37,33   | 65      | 0       | 1       |
| Andrew Flintoff    | England    | 3       | 3       | 111     | 37,00   | 84      | 0       | 1       |
| Bowling            |            |         |         |         |         |         |         |         |
| Spieler            | Mannschaft | Spiele  | Overs   | Wickets | Average | BBI     | 5W      | 10W     |
| Saqlain Mushtaq    | Pakistan   | 3       | 27.2    | 7       | 15,42   | 5/20    | 1       | 0       |
| Shahid Afridi      | Pakistan   | 2       | 16.5    | 6       | 10,16   | 5/40    | 1       | 0       |
| Abdul Razzaq       | Pakistan   | 3       | 30      | 4       | 37,25   | 2/40    | 0       | 0       |
| Ashley Giles       | England    | 3       | 28      | 3       | 39,33   | 2/45    | 0       | 0       |
| Andy Caddick       | England    | 3       | 29      | 3       | 45,33   | 2/46    | 0       | 0       |
| Craig White        | England    | 3       | 26.5    | 3       | 47,33   | 2/69    | 0       | 0       |

## Player of the Series
Als Player of the Series wurden die folgenden Spieler ausgezeichnet.
| Serie | Player of the Series |
| ----- | -------------------- |
| Test  | Yousuf Youhana       |

### Player of the Match
Als Player of the Match wurden die folgenden Spieler ausgezeichnet.
| Spiel   | Player of the Match |
| ------- | ------------------- |
| 1. ODI  | Andrew Flintoff     |
| 2. ODI  | Shahid Afridi       |
| 3. ODI  | Saqlain Mushtaq     |
| 1. Test | Saqlain Mushtaq     |
| 2. Test | Abdul Razzaq        |
| 3. Test | Mike Atherton       |